# Rezerwat przyrody Wolbórka
Rezerwat przyrody Wolbórka – leśny i faunistyczny rezerwat przyrody w gminie Tuszyn, w powiecie łódzkim wschodnim, w województwie łódzkim. Znajduje się na terenie leśnictwa Tuszyn (Nadleśnictwo Kolumna) w okolicy wsi Modlica. Utworzony został zarządzeniem Ministra Leśnictwa i Przemysłu Drzewnego z dnia 19 września 1959 roku w celu zachowania fragmentu naturalnego lasu olszowego, źródeł rzeki Wolbórki oraz rzadkiego gatunku motyla – szlaczkonia torfowca, będącego reliktem polodowcowym. Rezerwat zajmuje powierzchnię 37,39 ha (akt powołujący podawał 35,25 ha). Położony jest na terenie podmokłym z występującymi tam licznymi źródliskami.
Ptaki występujące w rezerwacie to: kos, szpak, sikora bogatka, sikora modra, czubatka europejska, bażant, trznadel, zięba, sierpówka, grzywacz, skowronek, żuraw, bocian biały i czarny, kowalik, dzięcioł duży i średni, kukułka, pleszka, kwiczoł, sójka, sroka, wilga, dzwoniec, kapturka, dudek, bąk, drozd, słonka, krzyżówka, pliszka siwa, wróbel, mazurek, czajka, czernica, łyska, pustułka, trzciniak, trzcinniczek, jastrząb, myszołów, jerzyk, grubodziób, rudzik zwyczajny i wiele innych.
Ssaki występujące w rezerwacie to: sarna, borsuk, lis, dzik, zając szarak, bóbr, wiewiórka, łoś, jeż wschodni, łasica, nornica ruda, mysz polna i wiele innych.
Z płazów na uwagę zasługuje rzekotka drzewna, a z gadów – żmija zygzakowata.
Według obowiązującego planu ochrony ustanowionego w 2013 roku, obszar rezerwatu objęty jest ochroną czynną. W trakcie prac inwentaryzacyjnych prowadzonych do celów planu ochrony nie potwierdzono obecności szlaczkonia torfowca będącego jednym z przedmiotów ochrony, brak jest również w rezerwacie właściwych dla niego siedlisk (takich jak torfowisko wysokie) oraz borówki bagiennej, którą żywią się larwy tego motyla.
W obrębie tego samego kompleksu leśnego jest położony rezerwat „Molenda”.